# River Avon (Ärmelkanal)
Der River Avon [ˈeɪvən] (britannisch avon „Fluss“) ist ein etwa 96 km langer Fluss im Süden Englands in der Grafschaft Hampshire.

## Verlauf
Der River Avon entspringt nahe dem Ort Devizes in der Grafschaft Wiltshire, fließt durch Amesbury, Salisbury, Fordingbridge und Ringwood und mündet in Christchurch in der Grafschaft Dorset in den Ärmelkanal.
Der River Avon bewältigt einen Höhenunterschied von rund 150 m. Zu den Nebenflüssen gehören River Bourne, River Wylye und River Stour. Der Fluss ist heute nicht mehr schiffbar; im 17. Jahrhundert war er auf einer Strecke von 58 km zwischen Salisbury und Christchurch ausgebaut worden und wurde 1684 für die Schifffahrt eröffnet. Im 18. Jahrhundert ließ der Verkehr jedoch nach; außerdem zerstörten immer wieder auftretende Fluten die Ausbauarbeiten. 